# Mubadala Investment Company
A Mubadala Investment Company PJSC (em português:  Companhia de Investimentos Mubadala e em árabe: شركة مبادلة للاستثمار), ou simplesmente Mubadala, é um dos principais fundos soberanos de investimentos do Emirado de Abu Dhabi, o outro é a Abu Dhabi Investment Authority, que se encontra organizado sob a forma de uma holding de propriedade estatal dos Emirados Árabes Unidos com origens em companhias fundadas na década de 1980.
A holding foi criada em 2017 após a fusão entre a Mubadala Development Company (agora Mamoura Diversified Global Holding) e a International Petroleum Investment Company (IPIC).

## Investimentos no Brasil
Diversos empreendimentos são controlados pela Mubadala no Brasil:
- Americas Trading Group (ATG)
- Atvos
- MetrôRio
- Porto do Açu
- Porto Sudeste
- Prumo
- Refinaria de Mataripe
- Rota das Bandeiras